# Ernő Kiss

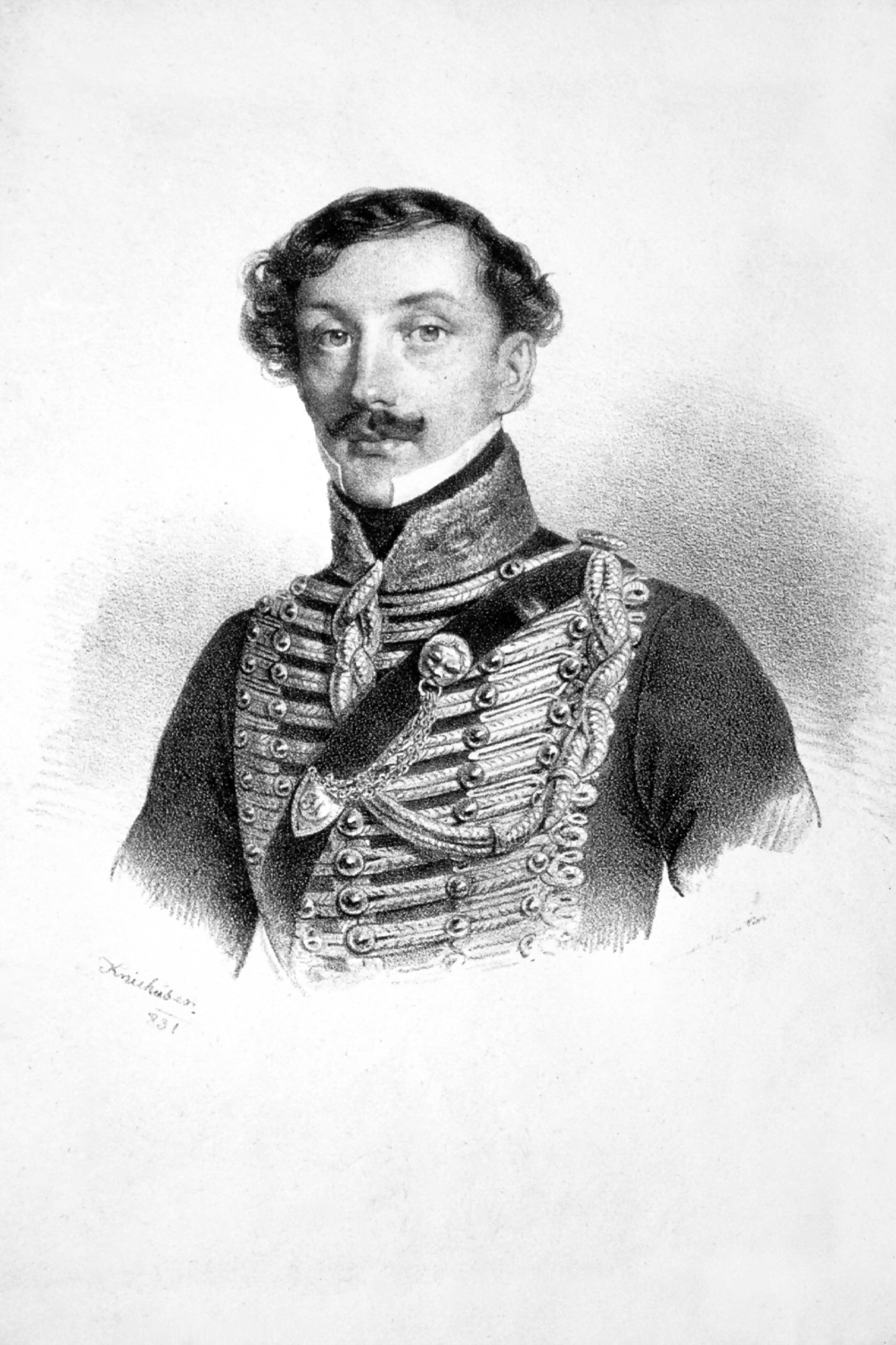
Ernő Kiss, Lithographie von Josef Kriehuber (1831)

Ernő Kiss von Ittebe und Elemér (auch Ernst Kiss, * 13. Juni 1799 in Temesvár; † 6. Oktober 1849 in Arad) war ein ungarischer Revolutionsgeneral.

## Leben
Kiss entstammte einer reichen Grundbesitzerfamilie. Trat schon früh in die Armee ein, 1824 Oberleutnant im 3. Ulanenregiment, 1836 Major im 5. Husarenregiment, 1845 Oberst und 1848 Kommandant des 2. Husarenregiment im Banat. Nach Ausbruch der ungarischen Revolution, trat er zu den Aufständischen über. Er war im September/Oktober 1848 Kommandant der im Banat zusammengezogenen Honved-Truppen. Mit dieser Funktion war die Ernennung zum General verbunden. Ab Januar 1849 war er Oberkommandierender der Landstreitkräfte. Zur Zeit der Kapitulation bei Világos hielt er sich bei der Armee von Artúr Görgei auf. Nach der Kapitulation musste er sich Paskewitsch ergeben und wurde durch ein Kriegsgericht auf Befehl Haynaus zum Tode verurteilt und in Arad erschossen. Er ist einer der Märtyrer von Arad, derer Ungarn auch noch heute am 6. Oktober gedenkt.
Seine konfiszierten Güter wurden nach langem Rechtsstreit 1858 den rechtmäßigen Erben zurückgegeben.